# Signalsystem nummer 7
SS7 - Signalsystem 7 (en. Signaling System #7) är en uppsättning protokoll som beskriver kommunikationen mellan telefonväxlar i publika telefonnätverk (PSTN). SS7 är en kraftfull och sofistikerad form av Common Channel Signaling (CCS) och är idag det system som dominerar marknaden. SS7 kallas för C7 i vissa länder i Europa och CCS7 i Nordamerika.

## Historia
SS7-protokollen har sedan 1975 utvecklats av AT&T och definierades som standard av ITU-T 1981. SS7 har till stor del ersatt Signaleringssystem 5 (SS5) och Signaleringssystem 6 (SS6) och R2, med undantag att R2 fortfarande används i en del länder.
SS5 och tidigare använde inombandssignalering, vilket innebär signaleringsinformationen sänds i samma kanal som används för data (röstsamtalet). Det innebar ett antal säkerhetsproblem som ledde till att obehöriga kunde ta sig in och kontrollera och missbruka systemet. 
Med SS7 infördes utombandssignalering vilket innebär att signaleringsinformationen bärs av en separat signaleringskanal. Detta gjorde att säkerhetsproblemen försvann.

## Användning
SS7 erbjuder universell struktur för nätverkssignalering, att skicka meddelanden, att sätta gränssnitt och nätverksunderhåll. Det hanterar upp- och nedkoppling av telefonsamtal, samtalsrouting och stöd för IN-tjänster samt tjänster i mobila kärnnät.
En grundläggande användning av SS7 är att leverera ett telefonsamtal över det publika telefonnätet. Ett samtal kan behöva kopplas genom flera telefonväxlar och varje växel måste veta varifrån samtalet kommer, vilken förbindelse eller kanal som ska användas och vart samtalet ska. Detta sker genom ISUP-meddelanden som är en del av SS7. 
SS7 är också viktigt för koppling mellan VoIP- och PSTN-nätverk. 
Ett nätverk måste ha utrustning som klarar av SS7 hela vägen för att kunna tillhandahålla dess fulla funktionalitet. SS7-nätverket är uppbyggt av flera länktyper (A, B, C, E och F) och tre typer av signaleringsnoder; Service Switching Point (SSP), signal transfer point (STP) och Service Control Point (SCP). Varje nod identifieras på nätverket genom ett nummer. Länkarna mellan noderna är full-duplex 56 kbit/s eller 64 kbit/s.
 RCS som är ersättare till SMS använder inte SS7.

## Protokoll
SS7 är uppbyggt med lagerarkitektur och lånar delar från OSI-modellen. SS7 protokollet har bara fyra skikt: 1 (fysiskt), 2 (datalänk), 3 (nätverk) och 4 som motsvarar OSI-skikt 4-7. De tre lägsta skikten innehåller Message Transfer Part (MTP) och ansvarar för säkerheten och pålitligheten i meddelanderouting. Skikt 4 innehåller Signaling Connection Control Part (SCCP) och ett antal olika användardelar som Telephone User Part (TUP), ISDN User Part (ISUP), Transaction Capabilities Application Part (TCAP), Intelligent Network Application Part (INAP) och Mobile Application Part (MAP).